# GTPR Gdynia
Le GTPR Gdynia est un club féminin de handball basé à Gdynia en Pologne.
Pour des raisons de sponsoring, le club a été nommé GTPR Gdynia, Łączpol Gdynia (2003–2009), Vistal Łączpol Gdynia (2009–2013), Vistal Gdynia (2013–2017), Arka Gdynia (depuis 2018).

## Palmarès
compétitions internationales
- Coupe Challenge (C4)
  - demi-finaliste en 2010

compétitions nationales
- Championnat de Pologne
  - vainqueur en 2012 et 2017
  - deuxième en 2015
- Coupe de Pologne
  - vainqueur en 2014, 2015 et 2016
  - finaliste en 2011, 2012